# Promieniowanie cieplne

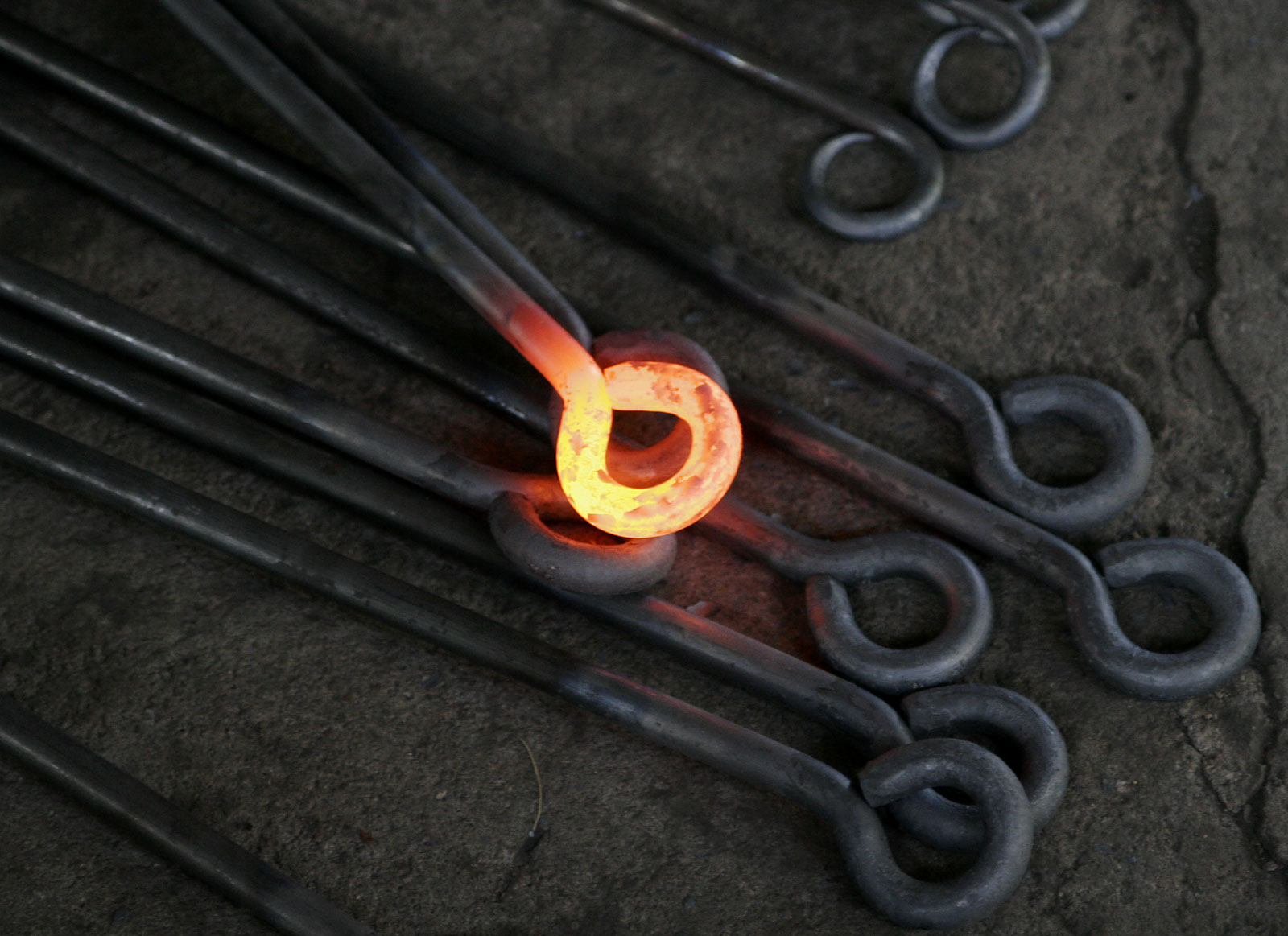
Świecenie rozgrzanego pręta

Promieniowanie cieplne, promieniowanie termiczne, promieniowanie temperaturowe – promieniowanie elektromagnetyczne emitowane przez cząstki naładowane elektrycznie w wyniku ich ruchu termicznego w materii. Promieniowanie cieplne emitowane jest przez każdą materię o temperaturze wyższej od zera bezwzględnego.
Według mechaniki klasycznej atomy lub cząsteczki ciała o temperaturze powyżej zera bezwzględnego mają energię kinetyczną, która zmieniana jest w wyniku wzajemnych oddziaływań atomów i cząsteczek, a zmiany energii wynikają z przyspieszenia lub dipolowej oscylacji ładunków. Ta zmiana ruchu ładunków wytwarza promieniowanie elektromagnetyczne. W wyniku wzajemnych oddziaływań cząsteczek i atomów ustala się zależny od temperatury rozkład ich prędkości, z którego wynika rozkład emitowanego promieniowania.
Promieniowanie cieplne danego ciała w określonej temperaturze, jak zauważył Pierre Prévost, jeden z pierwszych badaczy promieniowania cieplnego, nie zależy od obecności innych ciał. W przypadku ciał stałych zależy natomiast głównie od ich powierzchni, np. inna będzie emisja, gdy ciało będzie chropowate, a inna gdy jego powierzchnia zostanie wypolerowana.

## Widmo promieniowania cieplnego
Rozkład energii wypromieniowywanych fal w funkcji długości fali (lub częstotliwości), czyli widmo promieniowania ma dla każdego ciała podobny kształt (prawo Plancka). Dla ciał stałych doskonale czarnych jest to widmo ciągłe, a położenie maksimum tego rozkładu w zależności od długości fali elektromagnetycznej zależy tylko od temperatury ciała. W miarę wzrostu temperatury maksimum przesuwa się w kierunku coraz mniejszej długości fal (prawo Wiena). Ciała o temperaturze zbliżonej do temperatury pokojowej (a także z dość szerokiego zakresu powyżej i poniżej tej temperatury) emitują najsilniej przede wszystkim w podczerwieni, dlatego promieniowanie podczerwone często w uproszczeniu jest nazywane promieniowaniem termicznym. Ciała o ekstremalnie niskich temperaturach większość energii wyświecają w zakresie mikrofal, zaś ciała o temperaturach powyżej 600 °C zaczynają emitować również fale o wiele krótsze z większą intensywnością – światło – czyli fale elektromagnetyczne widzialne przez oko ludzkie.
Emisja danego ciała fizycznego składa się z emisji własnej oraz odbitej. Wyeliminowanie emisji odbitej pozwala obserwować tylko emisję własną danego ciała.

## Przykłady
Promieniowaniem cieplnym jest m.in. promieniowanie
- ciała doskonale czarnego
- ciała szarego
- promieniowanie reliktowe

Natomiast promieniowaniem termicznym nie są m.in.
- światło powstające w wyniku luminescencji
- światło laserowe
- fala elektromagnetyczna emitowana przez antenę radiową